# Grundlagenkrise der Mathematik
Die Grundlagenkrise der Mathematik war eine Phase der Verunsicherung der mathematischen Öffentlichkeit zu Anfang des 20. Jahrhunderts, beginnend mit der Publikation der Russellschen Antinomie 1903 und endend um das Jahr 1930. In den 1920er Jahren gipfelte die Krise im Grundlagenstreit der Mathematik, der im Wesentlichen vom Hauptvertreter des Formalismus, David Hilbert, und von dem des Intuitionismus, L. E. J. Brouwer, ausgetragen wurde. Am Ende dieses Erkenntnisstreites hat sich der Eindruck durchgesetzt, dass die klassische Mathematik ihre Grundlagenprobleme überwunden hat und sich ohne Einschnitte in ihren Bestand zur modernen Mathematik erweitern kann (die, etwa bei den Rechnernetzen, der Wettervorhersage, in der Anlagensteuerung samt Raumfahrt sowie Werkstoffforschung einen Siegeszug ohnegleichen angetreten hat). Insbesondere hat sich gezeigt, dass der Beweis durch Widerspruch unter Ausnutzung des „Prinzips des zwischen zwei kontradiktorischen Gegensätzen stehenden ausgeschlossenen Mittleren“ (Satz vom ausgeschlossenen Dritten) ein tragfähiges und erfolgreiches Beweisverfahren bleibt.

## Vorgeschichte und Auslöser der Krise
Als erste Grundlagenkrise der Mathematik wurde früher die Entdeckung der Irrationalzahlen und damit der Inkommensurabilität durch den Pythagoreer Hippasos von Metapont bezeichnet. Man ging davon aus, dass dadurch eine zuvor herrschende fundamentale Überzeugung beseitigt worden sei, wonach alle Phänomene als ganzzahlige Zahlenverhältnisse ausdrückbar seien und es somit keine Inkommensurabilität geben könne. Tatsächlich ist jedoch die Existenz einer solchen Überzeugung bei den frühen Pythagoreern nicht belegt. Daher gibt es keinen Grund, eine mathematische oder philosophische Krise durch die Entdeckung anzunehmen, vielmehr sprechen deutliche Indizien dagegen.
Gelegentlich wird auch die Unsicherheit der Mathematiker im 18. und frühen 19. Jahrhundert beim Rechnen mit infinitesimalen Größen als Grundlagenkrise betrachtet. Die Bezeichnung Grundlagenkrise verdient dieser Vorläufer jedoch insofern nicht, als damals noch kein Grundlagenbewusstsein in der mathematischen Öffentlichkeit bestand. Dieses Bewusstsein entwickelte sich erst in der zweiten Hälfte des 19. Jahrhunderts in der Folge der Entdeckung der nicht-euklidischen Geometrien. Durch diese wurde erstmals deutlich, dass es nicht nur eine Mathematik, sondern mehrere unterschiedliche Mathematiken geben kann, dass gewisse Sätze in einem Mathematiksystem wahr, in einem anderen falsch sein können. Man begann dadurch stärker darauf zu achten, in welchem System man sich gerade bewegte, bzw. bemühte sich verstärkt, das jeweilige System greifbar zu machen, etwa indem man es nach euklidischem Vorbild axiomatisierte.
Während Giuseppe Peano die Arithmetik der natürlichen Zahlen und Moritz Pasch und David Hilbert die Geometrie auf eine zeitgemäße axiomatische Grundlage gestellt hatten, versuchte sich Gottlob Frege an einem großen Wurf: Er schrieb seine „Grundgesetze der Arithmetik“, die der gesamten Mathematik, also unter anderem auch der Analysis und der Cantorschen Mengenlehre, eine Grundlage geben sollten, und zwar eine rein logische, keinerlei mathematische Symbolik enthaltende Grundlage. Frege war damit der Begründer des Logizismus. Doch schon die im ersten Band der Grundgesetze von 1893 angegebenen Axiome waren inkonsistent, aus ihnen ließ sich die berühmte Russellsche Antinomie ableiten, worauf ihr Entdecker Bertrand Russell Frege 1902 in einem Brief hinwies.
Diese Antinomie fand zwar nicht bei allen Mathematikern eine solche Beachtung, dass man von einem durchgehenden Krisenbewusstsein sprechen könnte, aber für all jene, die sich mit Fragen der Grundlegung und Axiomatik befassten, war ihre Entdeckung einschneidend. Nicht nur war dadurch Freges Versuch als gescheitert anzusehen, sondern die Antinomie betraf besonders die sogenannte naive Mengenlehre, die von Georg Cantor um 1880 zur Grundlage der gesamten Mathematik ausgebaut worden war. Cantor selbst war erklärter Platoniker, er war also der Auffassung, dass die Mengen und alle anderen daraus bildbaren mathematischen Gegenstände ontologische Realitäten sind, die unabhängig vom betrachtenden Subjekt in einer eigenen rein geistigen Seinssphäre objektiv existieren. Diese Auffassung war nun tief erschüttert, denn an jener Menge, die Russell als widerspruchsvoll erwies, war aus Sicht der naiven Mengenlehre zunächst einmal nichts auszusetzen, doch konnte ihr wegen ihrer Widersprüchlichkeit keine ontologische Realität zugesprochen werden. Daraus resultierte die Frage einer Grenzziehung zwischen widerspruchsfreien und widerspruchsvollen Mengen – ein weiteres Motiv für das axiomatische Programm – und die Einsicht, dass die philosophische Betrachtung mathematischer Gegenstände als objektive geistige Wirklichkeiten nicht unreflektiert vorausgesetzt werden darf.
Während Frege sein Programm daraufhin nicht mehr weiterverfolgte, versuchten sich andere an alternativen Grundlegungen der Mathematik. Diese Versuche werden üblicherweise in drei Schulen eingeteilt:

## Logizismus
Russell und A. N. Whitehead legten mit den Principia Mathematica (PM) zwischen 1910 und 1913 ein dreibändiges Werk vor, worin sie wie schon Frege versuchten, alle mathematischen Begriffe auf logische zurückzuführen und die grundlegenden Sätze auf der Grundlage von Axiomen streng logisch zu beweisen. Antinomien wie die Russellsche vermieden sie durch einen stufenweisen Aufbau, die sogenannte Typentheorie. Diese Stufung erscheint allerdings nicht als logisch zwingend, sondern eher als eine ontologische Behauptung über die Welt der logischen Gegenstände. Solche ontologischen Momente wurden in den PM besonders deutlich im Unendlichkeitsaxiom („Es gibt unendliche Mengen“) und im Reduzibilitätsaxiom. Diese Axiome wurden vielfach als nicht logisch evident und somit nicht ins Programm des Logizismus passend kritisiert. Das Scheitern des Logizismus für die Mathematik wurde in ihnen explizit.
Die PM bildeten im weiteren Verlauf der Grundlagenkrise trotzdem einen wichtigen Bezugspunkt, weil sie verglichen mit Freges Begriffsschrift eine einfachere logische Notation einführten und in der Rigorosität der formalen Beweisführung vorbildlich waren. Insofern dieser Grundlegungsversuch aber aufgrund seines Umfangs kaum von einem einzelnen Leser zu bewältigen war und er darüber hinaus an einigen Stellen im Sinne des Logizismus unplausibel erschien, kann man in ihrer Stellung als Standardwerk der damaligen Zeit ein Symptom der Grundlagenkrise sehen: Man nahm die PM trotz aller Schwierigkeiten zur Hand, denn es gab nichts Besseres.

## Formalismus
Der Formalismus betonte gegenüber dem Logizismus die Eigenständigkeit der Mathematik, strebte also von vornherein keine Zurückführung auf die Logik an. Inwiefern die Gegenstände der Mathematik eine eigene Seinssphäre bilden, wollte der Formalismus angesichts der Antinomien nicht thematisieren, er war vielmehr anti-ontologisch ausgerichtet und zog sich auf den Standpunkt zurück, mathematische Gegenstände existierten nur als Zeichen (auf dem Papier, an der Tafel, …). Das freie Operieren mit Zeichen nach vorgegebenen mathematisch-logischen Regeln und Axiomen sei gerechtfertigt durch den Anwendungserfolg der Mathematik und nur in einer Hinsicht zu beschränken: Das Operieren dürfe keine Widersprüche erzeugen. Der Formalismus forderte darum, Axiomensysteme stets als widerspruchsfrei zu beweisen. Solche Beweise konnten nur geführt werden im Rahmen einer neuen mathematischen Disziplin, der Metamathematik, welche die Axiomensysteme zum Gegenstand nimmt. Hauptvertreter von Formalismus und metamathematischem Programm war David Hilbert, der seine schon 1900 beim Mathematik-Kongress in Paris formulierte Forderung nach Widerspruchsfreiheitsbeweisen durch die Russellsche Antinomie bestätigt sehen konnte und seine Prinzipien der Metamathematik als sogenanntes „Hilbertprogramm“ in diversen Aufsätzen formulierte. Hilbert gilt – auch aufgrund vieler Arbeiten in anderen Gebieten der Mathematik – als einflussreichster Mathematiker des ersten Drittels des 20. Jahrhunderts.
Neben Hilberts eigener Axiomatisierung der Geometrie (1899) war die Axiomatisierung der Mengenlehre durch Hilberts Schüler Ernst Zermelo 1907 bedeutend, allerdings wurde sie zunächst kaum als Grundlegungsversuch der gesamten Mathematik wahrgenommen – zumal der laut Zermelo erforderliche Nachweis der Widerspruchsfreiheit seiner Axiome in weiter Ferne lag – und konnte sich erst nach den Ergänzungen durch A. A. Fraenkel 1921 und Thoralf Skolem 1929 zur sogenannten Zermelo-Fraenkelschen Mengenlehre als Standardgrundlegung der Mathematik durchsetzen und damit die PM verdrängen.

## Intuitionismus
Gegenüber dem Formalismus behauptete der Intuitionismus, dass die mathematischen Gegenstände mehr seien als bloße Zeichen. Allerdings verortete er die Gegenstände nicht in einer vom Menschen unabhängigen Seinssphäre wie der Platonismus, sondern sagte, sie existierten ausschließlich im menschlichen Geist, in der „Intuition“, sobald diese sie erzeugt. Die geistige Erzeugung sei keinesfalls eine sprachliche, und somit auch keine auf Logik reduzierbare. Die sprachlichen Zeichen und die logische Symbolik seien lediglich als Repräsentanten der geistigen Gegenstände gerechtfertigt. Die formalistische Auffassung kritisierte der Intuitionismus als leeres Spiel von Zeichen, welche häufig gar keine mathematischen Gegenstände bzw. keine geistigen Operationen repräsentierten. Insbesondere die „Gegenstände“ der transfiniten Mengenlehre, also unendliche Mengen, gelten ihm als verdächtig, er neigt bezüglich des Unendlichen mehr zur Auffassung der potentiellen als der der aktualen Unendlichkeit. Während dies eine eher philosophische Frage ist, hatte die Kritik am logischen Satz vom ausgeschlossenen Dritten, der laut Intuitionismus keine Entsprechung im geistigen Operieren hat und somit ungerechtfertigt ist, drastische Auswirkungen auf die Mathematik, da es sich bei ihm um ein wichtiges Beweisprinzip handelt. Der Hauptvertreter des Intuitionismus L.E.J. Brouwer entwickelte darum eine Mengenlehre unabhängig vom Satz vom ausgeschlossenen Dritten und stellte diese in mehreren Aufsätzen ab 1918 der Öffentlichkeit vor. Da diese Ausarbeitungen des intuitionistischen Grundlegungsversuchs sehr technisch gehalten waren und daher praktisch keine Wirkung erzielen konnten, müssen als Gründe dafür, dass um den Intuitionismus ein Grundlagenstreit entbrannte, die charismatische und polarisierende Persönlichkeit Brouwers und die Tatsache herangezogen werden, dass in den ersten Jahren nach dem Weltkrieg die mathematische Öffentlichkeit einer formalistischen Auffassung der Mathematik mehrheitlich ablehnend gegenüberstand.

## Der Grundlagenstreit zwischen Intuitionismus und Formalismus

### Weyls Auftritt – Hilberts Reaktion
Während Brouwers Veröffentlichungen selbst wenig Resonanz erfuhren, gilt der Aufsatz „Über die neue Grundlagenkrise in der Mathematik“ von Hermann Weyl aus dem Jahr 1921 als Auslöser des Grundlagenstreits. Weyl war nach einem Zusammentreffen tief beeindruckt von Brouwers Persönlichkeit wie von dessen Intuitionismus und machte sich in dem teilweise polemisch gehaltenen Aufsatz zu dessen Vertreter, indem er erklärte: „Brouwer – das ist die Revolution!“
Weyls Lehrer Hilbert reagierte auf diesen von ihm sicherlich auch als persönlich empfundenen Angriff im Jahr darauf ebenso heftig; er bezichtigte Weyl und Brouwer eines „Putschversuchs“. Um „Cantors Paradies“ vor diesem zu retten, nahm er sein metamathematisches Programm wieder auf, zu welchem er in den 1910er Jahren nichts weiter publiziert hatte.
Die folgenden Jahre waren geprägt von einer stetig wachsenden Zahl an Aufsätzen von immer mehr Autoren in immer mehr Sprachen, die den Streit zwischen Intuitionismus und Formalismus in der mathematischen Öffentlichkeit verbreiteten. Hesseling hat über 250 wissenschaftliche Arbeiten gezählt, die in den 1920er und frühen 1930er Jahren auf die Auseinandersetzung reagierten. Schwierigkeiten, die beiden Positionen überhaupt nur auf den Punkt zu bringen, gab es dabei mehrere:
- Zum Intuitionismus gab es keine umfassendere verständliche Darstellung; Brouwers philosophische Position war nur auf Holländisch publiziert, seine Kritik an der klassischen Mathematik über diverse, teilweise schwer lesbare Schriften verteilt, und Weyls Darstellung in seinem Aufsatz gab Brouwers Ansichten nur bedingt wieder.
- Das formalistisch-metamathematische Programm Hilberts war gerade erst im Entstehen. Inwiefern Widerspruchsfreiheitsbeweise für die Arithmetik und die Mengenlehre überhaupt möglich waren, war schwer einzuschätzen.

Durch die rege Publikationstätigkeit des Hilbertkreises – u. a. erbrachte sein Schüler Wilhelm Ackermann 1925 einen Widerspruchsfreiheitsbeweis für den Satz vom ausgeschlossenen Dritten –, wuchs allmählich das Vertrauen in Hilberts Rettungsversuch. Gleichzeitig litt die anfängliche Sympathie für den Intuitionismus unter den allmählich deutlicher werdenden Konsequenzen, die die von ihm geforderten Beschneidungen am Gesamtbau der Mathematik und damit auch ihre Anwendbarkeit gehabt hätten. So stellte auch Weyl bereits 1924 fest, der Anwendungsaspekt der Mathematik spreche für Hilbert.

### Brouwers Ausschluss aus dem Herausgebergremium derMathematischen Annalen
Eine Vorentscheidung fiel im Jahr 1928. Zum internationalen Mathematikerkongress in Bologna waren erstmals seit dem Weltkrieg auch wieder Mathematiker aus Deutschland eingeladen, sie waren allerdings weiterhin nicht stimmberechtigt. Der Holländer Brouwer solidarisierte sich mit den Deutschen und rief sie im Vorfeld zum Boykott des Kongresses auf. Dieser Aufruf fand jedoch nur bei wenigen nationalistisch gesinnten deutschen Mathematikern ein positives Echo, mehrheitlich entschieden sie sich für die Teilnahme, was auch von Hilbert deutlich befürwortet wurde. So bildeten die Deutschen in Bologna nach den Italienern die zweitgrößte Gruppe, und Hilbert hielt einen Vortrag über sein formalistisches Grundlegungsprogramm, ohne dass Brouwer etwas entgegensetzen konnte – er war gar nicht erst angereist.
Den Boykottaufruf Brouwers musste Hilbert als Versuch werten, ihm auf politischem Wege die führende Rolle unter den Mathematikern streitig zu machen. Er reagierte darauf wenige Tage nach dem Bologna-Kongress durch eine wissenschaftspolitisch wohl bis heute einmalige Maßnahme. Hilbert war einer der drei Hauptherausgeber der Mathematischen Annalen, der damals bedeutendsten Fachzeitschrift, Brouwer war einer von mehreren Mitherausgebern. Ohne dies mit den beiden anderen Hauptherausgebern abzustimmen, teilte Hilbert Brouwer in einem Brief mit, er werde aus der Mitherausgeberschaft ausgeschlossen. Dies sorgte zwar für größere Irritationen, so dass daraufhin die gesamte Herausgeberschaft der Annalen neu gebildet werden musste, doch Hilberts Willen, Brouwer auszuschließen, wurde entsprochen. Dass Brouwer nach 1928 für viele Jahre nichts mehr zum Intuitionismus publizierte, kann wohl auf seine Frustration wegen der Ausbootung zurückgeführt werden.

### Brouwers Rückzug
Nach dem Rückzug Brouwers trat das intuitionistische Grundlegungsprogramm in der öffentlichen Diskussion mehr und mehr in den Hintergrund, als Thema blieb die Frage, inwiefern der Formalismus eine hinreichende Rechtfertigung der gängigen mathematischen Praxis biete. Dem zunehmenden Optimismus in dieser Frage erteilten Gödels Unvollständigkeitssätze einen Dämpfer, jedoch bedeuteten sie keineswegs das Ende des Hilbertprogramms, sondern machten lediglich eine Modifikation des Programms erforderlich. Die im Hilbertprogramm fußende Beweistheorie entwickelte sich nach dem Zweiten Weltkrieg zu einem sehr fruchtbaren Teil der mathematischen Grundlagenforschung, sie stellt heute eine wichtige Nahtstelle zwischen Philosophie und Mathematik dar, insofern ihre rigorose Methode mathematischen Ansprüchen vollauf genügt, ihre hauptsächliche Fragestellung aber eine philosophisch-wissenschaftstheoretische ist: Welche logischen Voraussetzungen und welche Axiome brauche ich mindestens, um den und den Satz beweisen zu können? Ob diese Voraussetzungen – wie es Hilbert im Sinn hatte – vom intuitionistischen, oder allgemeiner von einem nichtplatonischen Standpunkt aus gerechtfertigt werden können, kümmert heutige Beweistheoretiker allerdings weniger; diese Fragen überlassen sie meistens den „echten“ Philosophen.

### Ende des Streits
Gödel erwähnte seine Unvollständigkeitsergebnisse, die er 1931 veröffentlichte, bereits bei einer wissenschaftsphilosophischen Tagung in Königsberg im Herbst 1930, die vielleicht als eine Art Abschluss der Grundlagenkrise gesehen werden kann. Dort sprachen Rudolf Carnap über den Logizismus, Arend Heyting über den Intuitionismus und Johann von Neumann über den Formalismus, und alle drei Referenten wählten einen betont versöhnlichen Stil. Möglich geworden war dieses Aufeinanderzugehen durch die Einsicht, dass alle Parteien in den Jahrzehnten zuvor ihren Beitrag geleistet hatten, um sich über das Problem zunächst klar zu werden, dann nach Lösungen zu suchen, sich so letztlich über die Grundlagen der Mathematik wieder hinreichend sicher sein zu können und damit die Krisenstimmung zu beenden: Der Logizismus hatte erfolgreich für die Einsicht gestritten, dass sich jedes mathematische Schließen letztlich auf logisches Schließen zurückführen lässt, was die Durchsichtigkeit mathematischen Schließens sehr erhöhte; dies hatte der Formalismus aufgegriffen, sich aber von dem gescheiterten Versuch distanziert, auch die mathematischen Gegenstände (Zahlen, Mengen, …) auf rein logische Gegenstände zurückzuführen. Der Intuitionismus hatte dann die frühe formalistische Axiomatik kritisiert mit dem Hinweis, dass es einen über jeden Zweifel erhabenen absolut sicheren Kern der Mathematik gebe, die finite Arithmetik nämlich, über den jeder Mathematiker verfüge, ohne dass hierzu irgendeine axiomatische oder sonst wie sprachlich-logische Aufarbeitung nötig sei. Diese Einsicht griff Hilbert in seinem Programm auf, das darin bestand, ausschließlich mit Mitteln der finiten Arithmetik die Widerspruchsfreiheit der infiniten Mathematik zu beweisen. Auch wenn dies bis heute nicht befriedigend gelungen ist, so hat doch die metamathematische Reflexion auf die Grundlagen in ihrer Vielzahl sehr differenzierter Ergebnisse dazu geführt, dass heute die Angst vor neuen Antinomien gering geworden ist. Die Gödelschen Unvollständigkeitssätze bleiben aber gültig. Restlose Gewissheit hinsichtlich der Widerspruchsfreiheit der Axiomensysteme von wesentlichen Teilen der Mathematik (wie der Arithmetik) ist nicht zu erlangen.